# Poltys reuteri
Poltys reuteri là một loài nhện trong họ Araneidae.
Loài này thuộc chi Poltys. Poltys reuteri được miêu tả năm 1886 bởi Lenz.